# Iga Wasilewska

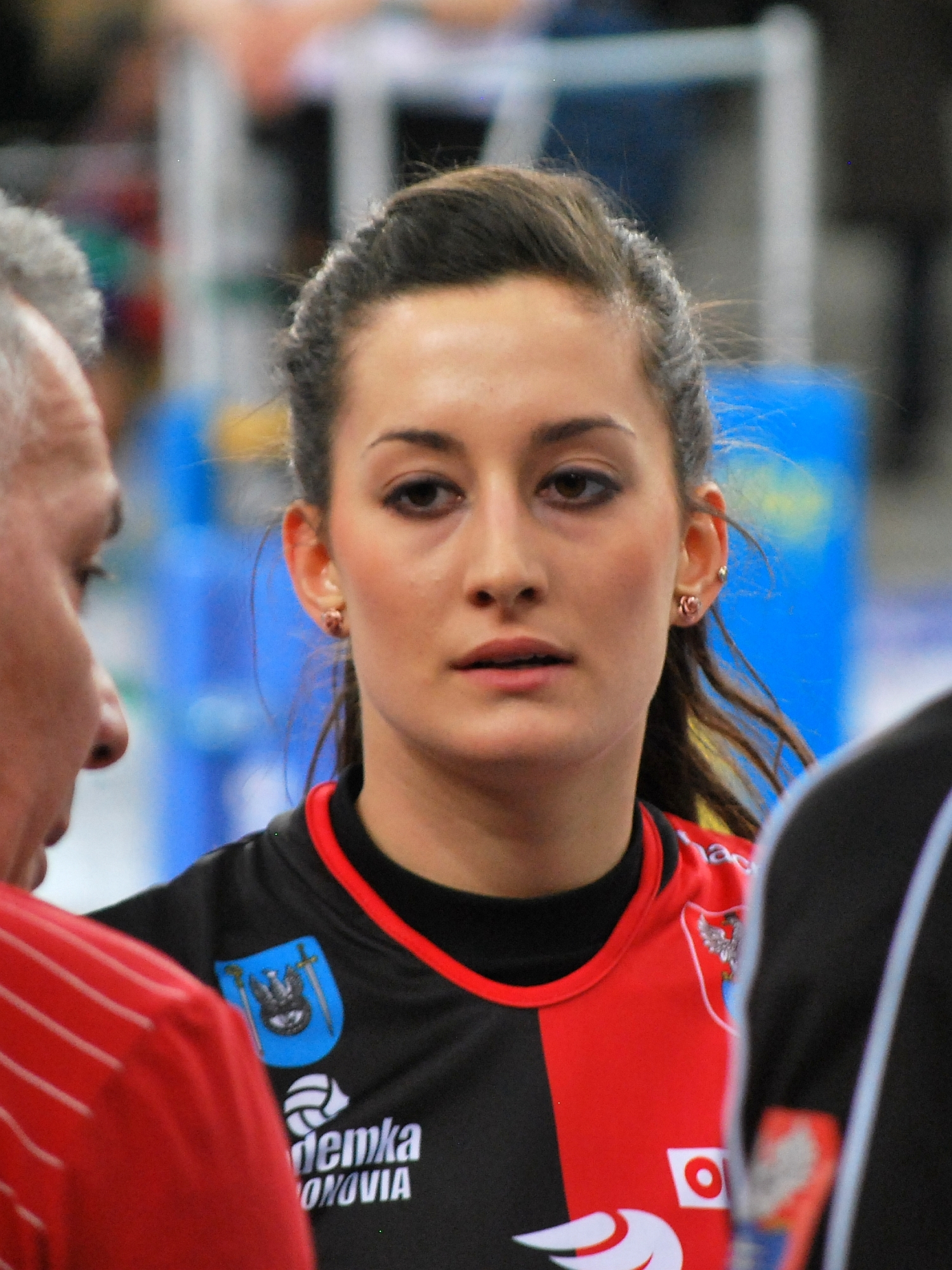
Iga Chojnacka zawodniczką Siódemki Legionovii Legionowo w sezonie 2012/2013

Iga Wasilewska z d. Chojnacka (ur. 21 kwietnia 1994 w Warszawie) – polska siatkarka, grająca na pozycji środkowej, reprezentantka Polski kadetek i juniorek. Jest wychowanką klubu LTS Legionovia Legionowo.
W latach 2014–2019 studiowała prawo w warszawskiej Akademii Leona Koźmińskiego, następnie latem 2019 roku obroniła pracę magisterską.
Jej mężem jest siatkarz Alan Wasilewski. Piotr Wasilewski, ojciec Alana, również był siatkarzem i reprezentantem Polski.
Jest pierwszą Polką w lidze amerykańskiej. W sezonie 2024/2025 grała w klubie LOVB Atlanta, a w 2025/2026 zagra w LOVB Nebraska.

## Kariera klubowa
| Kariera juniorska | Kariera juniorska             | Kariera juniorska | Kariera juniorska | Kariera juniorska | Kariera juniorska | Kariera juniorska | Kariera juniorska | Kariera juniorska | Kariera juniorska | Kariera juniorska |
| ----------------- | ----------------------------- | ----------------- | ----------------- | ----------------- | ----------------- | ----------------- | ----------------- | ----------------- | ----------------- | ----------------- |
| Lata              | Klub                          |                   |                   |                   |                   |                   |                   |                   |                   |                   |
| 2005–2009         | LTS Legionovia Legionowo      |                   |                   |                   |                   |                   |                   |                   |                   |                   |
| 2009–2011         | SMS PZPS II Sosnowiec         |                   |                   |                   |                   |                   |                   |                   |                   |                   |
| Kariera seniorska |                               |                   |                   |                   |                   |                   |                   |                   |                   |                   |
| Lata              | Klub                          |                   |                   |                   |                   |                   |                   |                   |                   |                   |
| 2011–2013         | Siódemka Legionovia Legionowo |                   |                   |                   |                   |                   |                   |                   |                   |                   |
| 2013–2014         | Savino Del Bene Scandicci     |                   |                   |                   |                   |                   |                   |                   |                   |                   |
| 2014–2017         | Legionovia Legionowo          |                   |                   |                   |                   |                   |                   |                   |                   |                   |
| 2017–2018         | Impel Wrocław                 |                   |                   |                   |                   |                   |                   |                   |                   |                   |
| 2018–2024         | Chemik Police                 |                   |                   |                   |                   |                   |                   |                   |                   |                   |
| 2024–2025         | LOVB Atlanta                  |                   |                   |                   |                   |                   |                   |                   |                   |                   |
| 2025–             | LOVB Nebraska                 |                   |                   |                   |                   |                   |                   |                   |                   |                   |

## Kariera reprezentacyjna
Wraz z reprezentacją Polski juniorek brała udział w Mistrzostwach Europy 2010, w których polska reprezentacja uplasowała się na 10 pozycji. Drużynę narodową kadetek reprezentowała na Mistrzostwach Europy 2011, w których zespół zajął 5. miejsce oraz na Mistrzostwach Świata, w których zespół zajął 4. miejsce. Obecnie pełni funkcję kapitana drużyny.
W 2012 otrzymała powołanie do szerokiej kadry reprezentacji Polski, prowadzonej przez trenera Alojzego Świderka. Została zgłoszona również do rozgrywek Grand Prix 2012. W tym samym roku zadebiutowała w reprezentacji Polski seniorek przeciwko Rosji podczas turnieju o Puchar Borysa Jelcyna.

## Sukcesy klubowe

### młodzieżowe
Mistrzostwa Mazowsza Młodziczek:
- 2009, 2011
- 2007, 2008

Mistrzostwa Polski Młodziczek:
- 2009

Mistrzostwa Polski Kadetek:
- 2011

Młoda Liga:
- 2015

### seniorskie
Puchar Polski:
- 2019, 2020, 2021, 2023

Superpuchar Polski:
- 2019, 2023[7]

Mistrzostwo Polski:
- 2020, 2021, 2022[8], 2024[9]

## Nagrody indywidualne
- 2009: MVP i najlepsza atakująca Mistrzostw Polski Młodziczek
- 2011: MVP Mistrzostw Polski Kadetek